# Kedunguter (Brebes)
Kedunguter is een bestuurslaag in het regentschap Brebes van de provincie Midden-Java, Indonesië. Kedunguter telt 6760 inwoners (volkstelling 2010).